# تصور (فیلم)
تصور فیلمی درام و عاشقانه محصول سال ۱۳۹۹ به کارگردانی و نویسندگی علی بهراد و تهیه‌کنندگی جواد نوروزبیگی است. نام اولیه این فیلم هِرمان بوده و فیلمبرداری آن از اسفند ۱۳۹۹ تا فروردین ۱۴۰۰ انجام شده و لیلا حاتمی و مهرداد صدیقیان بازیگران اصلی آن هستند.

## داستان
تصور در بستر فانتزی و خیال‌گونه، ماجرای یک رانندهٔ تاکسی جوان را روایت می‌کند که هر شب مسافران زن با چهره‌ای مشابه را سوار می‌کند و داستان‌هایشان را می‌شنود. پسر جوان، عاشق یک خانم شیرینی‌پز می‌شود؛ اما در ابراز عشق خود به او ناتوان است. به همین خاطر شروع به خیال‌پردازی دربارهٔ او می‌کند و فضاهایی خالی در داستان فیلم ایجاد می‌شود که پر کردن آن‌ها بر عهدهٔ تصور مخاطب است.

## جشنواره‌ها
تصور یکی از هفت فیلم منتخب برای رقابت در هفتهٔ منتقدان بین‌الملل جشنوارهٔ فیلم کن ۲۰۲۲ بود. همچنین در جشنوارهٔ فیلم کابورگ، جشنوارهٔ بین‌المللی فیلم ادینبورگ، جشنوارهٔ فیلم بخارست و هفتهٔ سینمای جهان جاکارتا نیز به نمایش درآمده‌است.

## پخش
این فیلم از ۱۷ خرداد ۱۴۰۲ در سینماهای ایران به نمایش عموم درآمد و اکران آنلاین خود را از ۱۴ شهریور ماه همان سال در فیلیمو آغاز کرد.